# Logis de Sigogne
Ne pas confondre avec Sigogne, commune située dans l'ouest du même département.
Le logis de Sigogne est situé sur la commune de Coulgens en Charente, dans le hameau de Sigogne à 2 km au nord-ouest du bourg.

## Historique
La seigneurie de Sigogne est connue depuis le XIIIe siècle. Elle passe aux Acarie au XVe siècle puis aux La Rochefoucauld qui la vendent aux Tizon d'Argence au XVIe siècle. Elle est achetée par François Vinaud en 1670 puis par François de Bordage au début du XVIIIe siècle et sa famille gardera la seigneurie de Sigogne jusqu'à la Révolution.
Le logis de Sigogne a été inscrit monument historique le 8 octobre 1986.  L'ensemble, laissé à l'état de ruine, a été sauvé par le club Marpen qui l'a en partie rebâti et restauré entre 1985 et 2008. 
Acquis en 2018 par la famille Ferrant pour en faire leur lieu de vie, les bâtiments ont été entièrement réhabilités. Redevenu aujourd'hui une demeure familiale, le logis est fermé au public. 

## Architecture
Il ne reste que la haute et imposante tour d'entrée du XIVe siècle et la tour d'escalier polygonale dont elle a été flanquée au XVIe siècle. Le grand logis dont elle desservait les étages a disparu.
Les bâtiments du XVIIe siècle qui formaient deux ailes en équerre donnant sur une terrasse ont été rasés en 1970 après que les boiseries et les autres éléments de décor aient été vendus.

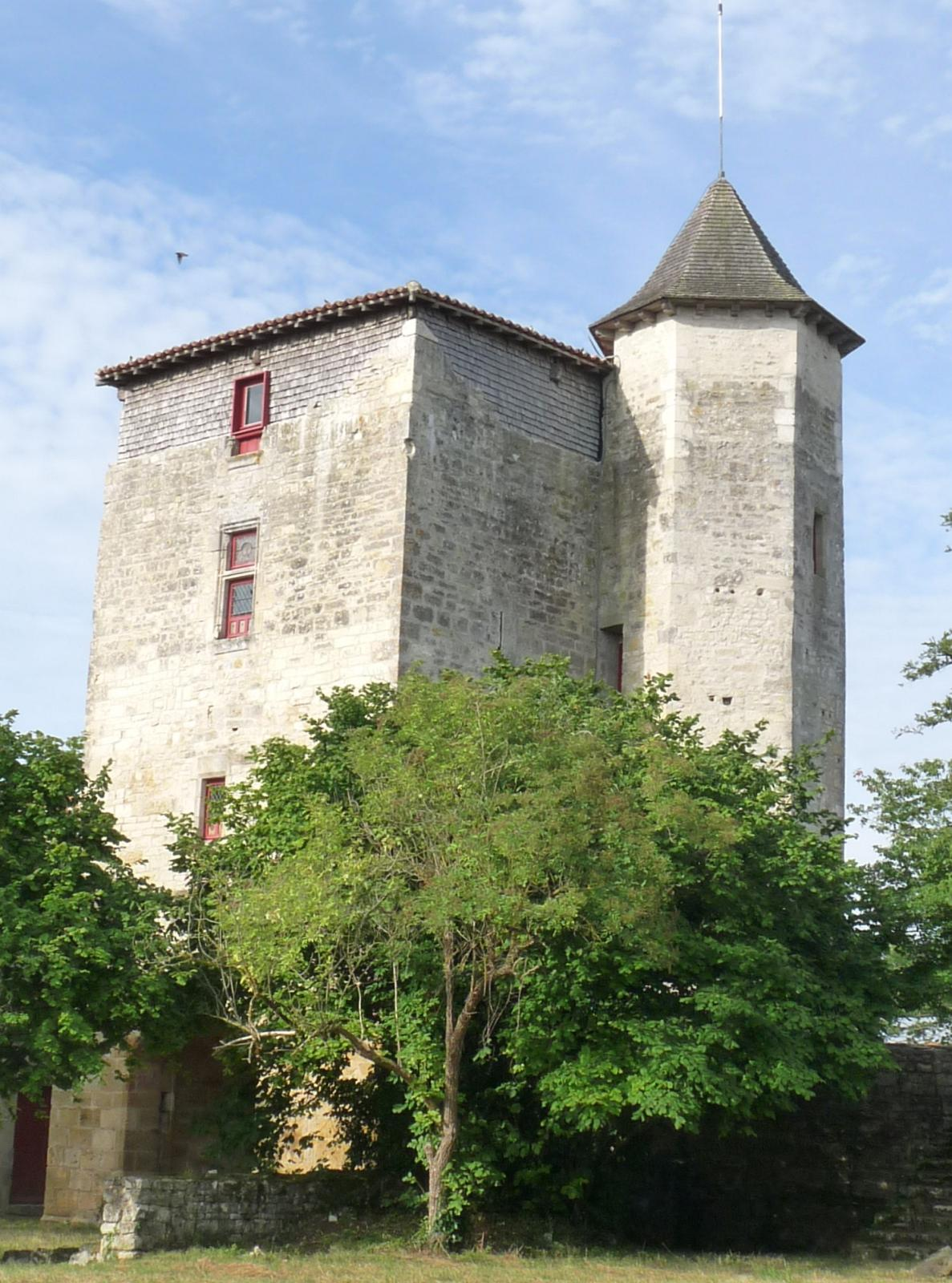
Vue du nord-est.
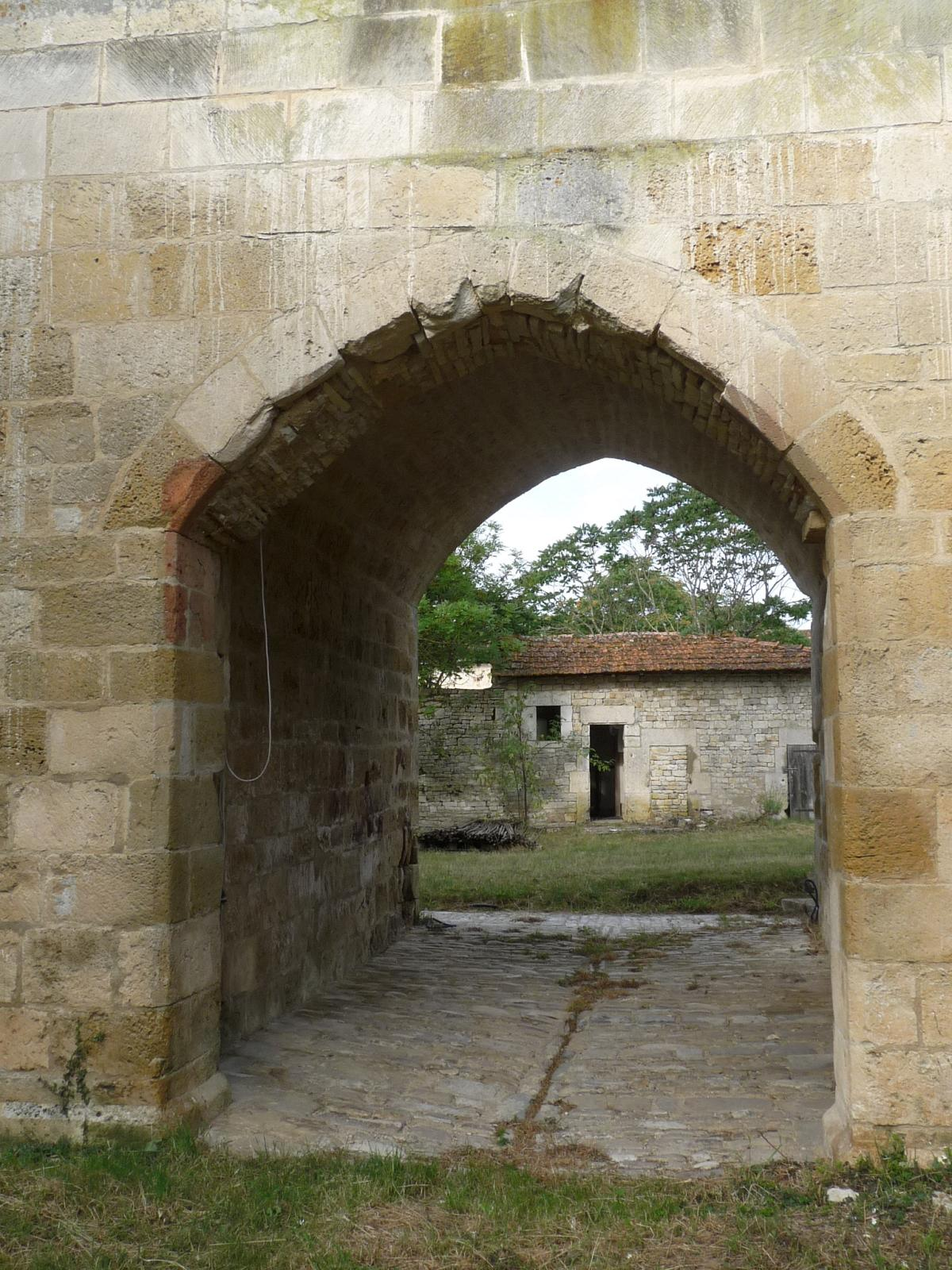
Le porche sous la tour.
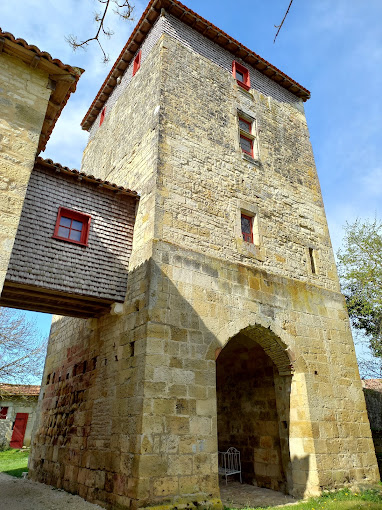
Tour porche côté est.
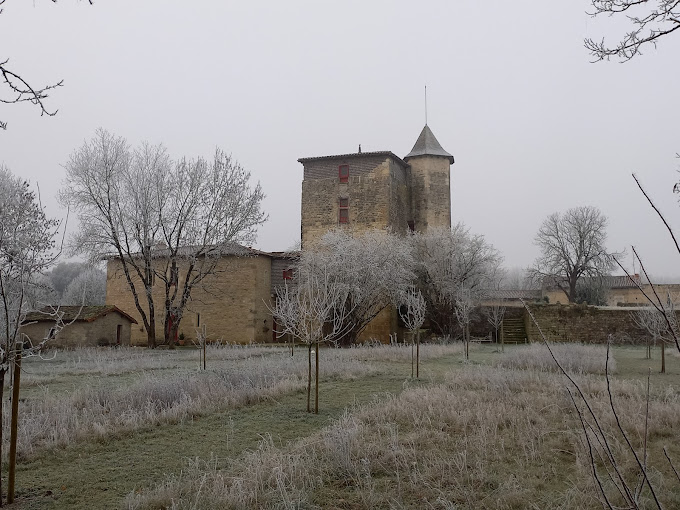
Logis côté est.
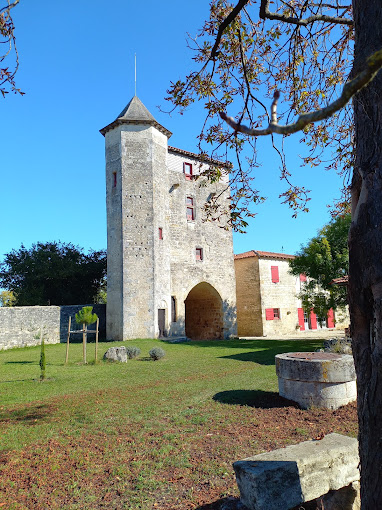
Tour et corps de logis côté ouest.
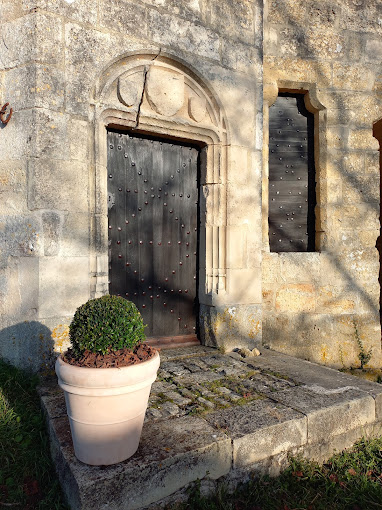
Porte d'entrée de la tour avec écus.